# Првенство Америке у рагбију тринаест за репрезентације
Првенство Америке у рагбију тринаест за репрезентације (енгл. Americas Rugby League Championship) је спортски турнир у коме се такмиче рагби 13 репрезентације из Северне Америке, Средње Америке и Јужне Америке.
Највеће успехе до сада је направила рагби 13 репрезентација Сједињених Америчких Држава. Ово спортско такмичење је креирано са циљем да се подигне популарнот рагбија 13 у Латинској Америци и Северној Америци.

## Историја
Прва сезона је одржана 2016. До сада су одржана три турнира, две титуле су освојили Американци и једну титулу рагбисти Јамајке.

### Првенство Америке у рагбију тринаест за репрезентације 2016.
Учествовале су три репрезентације, Јамајка, Канада и САД. Играло се једнокружно свако против свакога. Утакмице су се играле у јулу и септембру, на стадионима у Канади и САД.
Јамајка  - Канада  2-38
САД  - Јамајка  54-4
Канада  - САД  8-14
|   | Селекција | ИГ | П | Н | И | ПД | ПП | ПР  | Б |
| - | --------- | -- | - | - | - | -- | -- | --- | - |
| 1 | САД       | 2  | 2 | 0 | 0 | 68 | 12 | +56 | 4 |
| 2 | Канада    | 2  | 1 | 0 | 1 | 46 | 16 | +30 | 2 |
| 3 | Јамајка   | 2  | 0 | 0 | 2 | 6  | 92 | -86 | 0 |

### Првенство Америке у рагбију тринаест за репрезентације 2017.
Учествовале су три репрезентације, Јамајка, Канада и САД. Играло се једнокружно свако против свакога. Утакмице су се играле у јулу, августу и септембру, на стадионима у Канади, САД и на Јамајци.
САД  - Јамајка  48-6
Јамајка  - Канада  28-14
Канада  - САД  18-36
|   | Селекција | ИГ | П | Н | И | ПД | ПП | ПР  | Б |
| - | --------- | -- | - | - | - | -- | -- | --- | - |
| 1 | САД       | 2  | 2 | 0 | 0 | 84 | 24 | +70 | 4 |
| 2 | Јамајка   | 2  | 1 | 0 | 1 | 34 | 62 | -28 | 2 |
| 3 | Канада    | 2  | 0 | 0 | 2 | 32 | 64 | -30 | 0 |

### Првенство Америке у рагбију тринаест за репрезентације 2018.
Учествовале су четири репрезентације, Чиле, Јамајка, Канада и САД. Одигране су четири утакмице. Утакмице су се играле у новембру, на стадиону у Џексонвилу, у америчкој савезној држави Флориди. Овај турнир је био и део квалификација за Светско првенство у рагбију тринаест 2021. Победник турнира је ишао директно на мондијал, а другопласирани је одлазио у бараж.
Канада  - Јамајка  8-38
САД  - Чиле  62-0
Утакмица за треће место
Канада  - Чиле  62-12
Одлучујућа утакмица за пласман на Светско првенство 
Јамајка  - САД  16-10

### Списак шампиона Америке у рагбију 13
- 2016. - Рагби 13 репрезентација САД
- 2017. - Рагби 13 репрезентација САД
- 2018. - Рагби 13 репрезентација Јамајке

### Табела шампиона Америке у рагбију 13
- Рагби 13 репрезентација САД  - 2 титуле.
- Рагби 13 репрезентација Јамајке  - 1 титула.

## Формат такмичења
Формат такмичења се мењао из године у годину. Првенство Америке је и део квалификација за одлазак на Светско првенство у рагбију тринаест.

## Тренутни учесници
- Рагби 13 репрезентација Чилеа
- Рагби 13 репрезентација Јамајке
- Рагби 13 репрезентација Канаде
- Рагби 13 репрезентација САД